# ناوكي مايدا (ملحن)
ناوكي مايدا (باليابانية: 前田尚紀 ) (و. 1969  م) هو ملحن، ومنتج أسطوانات، وموزع موسيقي ياباني، ولد في تويوناكا، أوساكا، يستخدم آلات سنثسيزر.

## التعليم
تعلم في جامعة أوساكا للفنون.

## روابط خارجية
- ناوكي مايدا على موقع ميوزك برينز (الإنجليزية)
- ناوكي مايدا على موقع ديسكوغز (الإنجليزية)
- ناوكي مايدا على موقع ديسكوغز (الإنجليزية)